# Cerkiew Chrystusa Zbawiciela w Oslo
Cerkiew Chrystusa Zbawiciela (norw. Vår Frelsers ortodokse kirke) – prawosławna cerkiew parafialna w Oslo, w jurysdykcji Rosyjskiego Kościoła Prawosławnego.
Świątynia znajduje się w obrębie Cmentarza Chrystusa Zbawiciela, przy ulicy Akersveien 33.
Dawna kaplica luterańska, wzniesiona w 1864. W 2003 przekazana prawosławnej parafii św. Olgi i zaadaptowana na cerkiew – została wyposażona w ikonostas, ikony i utensylia. Poświęcona 13 czerwca 2004 przez metropolitę smoleńskiego i kaliningradzkiego Cyryla. Obiekt służy również norweskojęzycznemu punktowi duszpasterskiemu Trójcy Świętej.
W budynku cerkiewnym znajdują się też pomieszczenia parafialne (w tym kancelaria), sala katechetyczna, pracownia ikonograficzna i galeria ikon. 
W każdą środę w godzinach popołudniowych cerkiew jest udostępniona do zwiedzania.

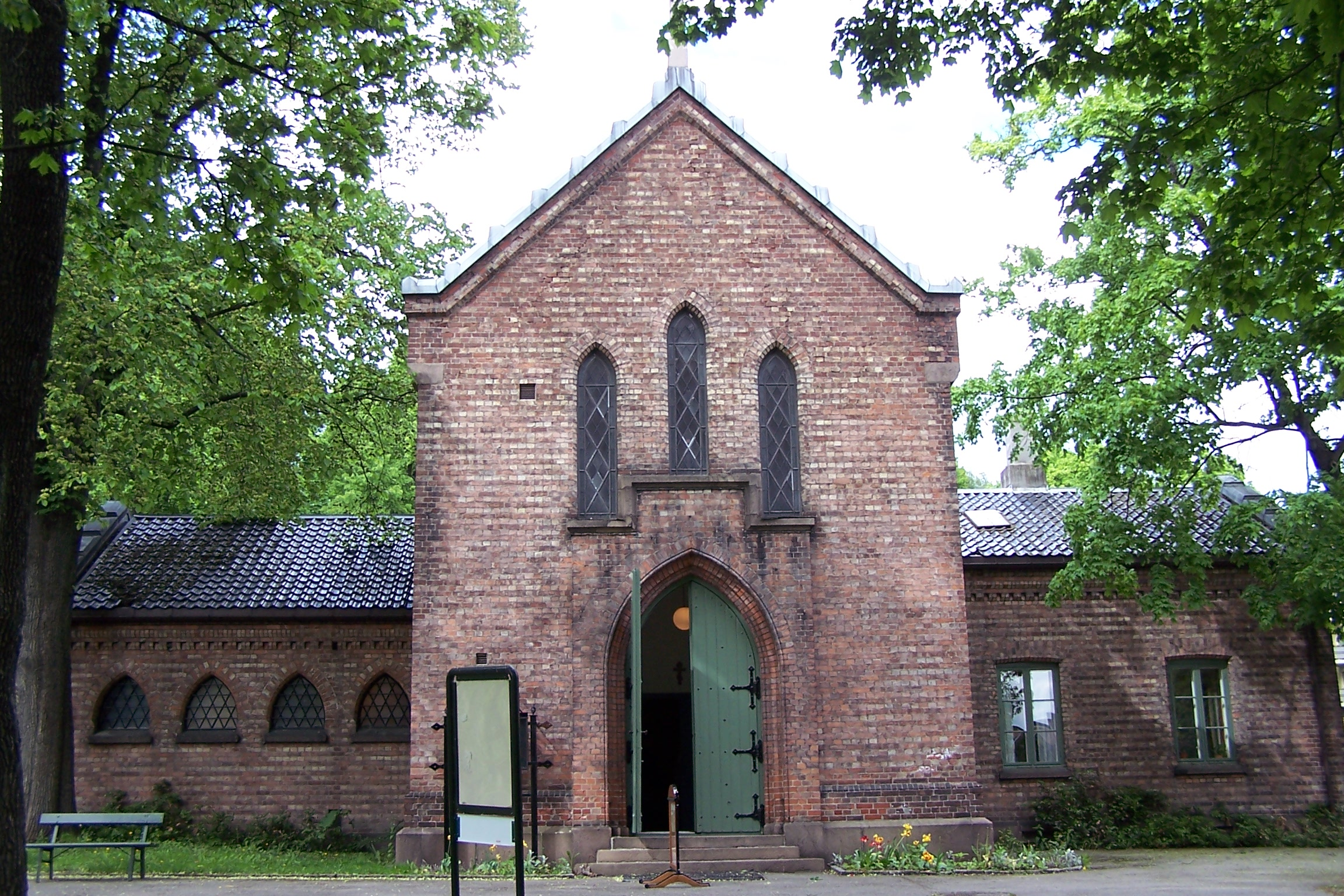
Cerkiew od frontu
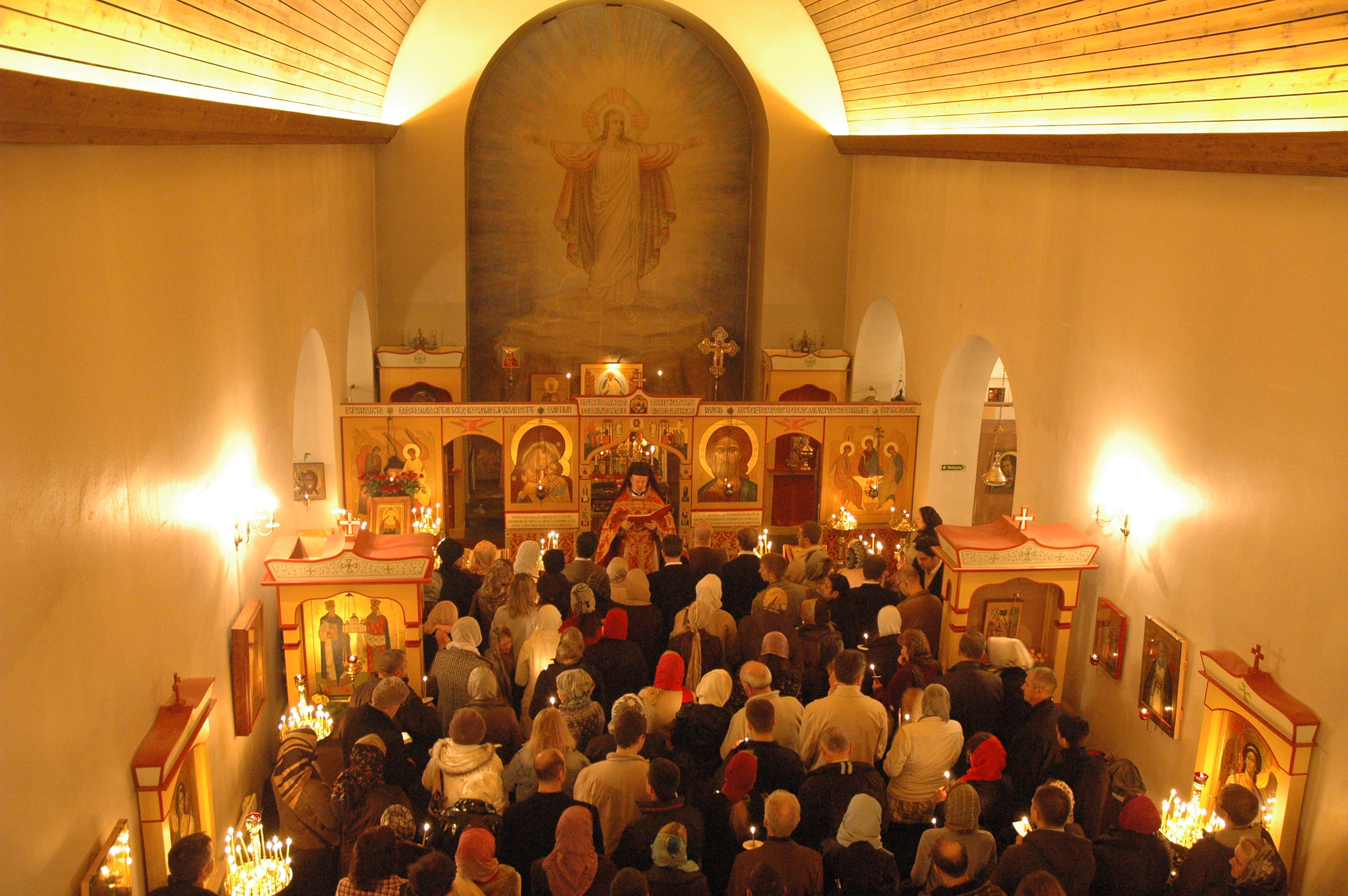
Wnętrze cerkwi podczas nabożeństwa